# Iratsume
Iratsume là một chi bướm ngày thuộc họ Lycaenidae.